# Vem har satt mina änglar i bur?
Vem har satt mina änglar i bur? är ett album från 1979 av Anders F Rönnblom.

## Låtlista
1. Nostalgiska omständigheter: a)Sådden b)Ålrajt ålnajt - 4:45
2. Blåröd blues - 3:13
3. Vem har satt mina änglar i bur? - 6:08
4. En ängel överlevde divornas krig - 3:32
5. En förvriden känsla - 3:16
6. I ett snöfall - 3:18
7. Nordingrå - 2:43
8. Ruby Doobie - 3:50
9. Kosmiska rötter - 3:12
10. Änglakläm - 0:30
11. Kvällens gäst / Kvällens fest - 5:10
12. Fröken Damberg - 4:25
13. Efter stängningsdags - 3:38
14. Går inget tåg till himlen - 1:42 (Bonusspår på F-box utgivningen)
15. Den lyckliges vals - 3:05 (Bonusspår på F-box utgivningen)